# 薛端
薛 端（せつ たん、生没年不詳）は、中国の北魏末から北周にかけての軍人。もとの名は沙陁。字は仁直。本貫は河東郡汾陰県。高祖父は薛謹。曾祖父は薛洪隆。祖父は薛驎駒。父は薛英集。

## 経歴
薛英集の子として生まれた。早くに父を失い、弟の薛裕と学問に精励して、人と交際しなかった。17歳のとき、司空の高乾に召されて参軍となり、汾陰県男の爵位を受けた。北魏末年の戦乱が起こると、官を棄てて郷里に帰った。
534年、孝武帝が関中に入ると、宇文泰は大都督の薛崇礼に竜門を守らせ、薛端を同行させた。薛崇礼は竜門を守ることができず、東魏に降った。東魏は行台の薛循義や都督の乙干貴らに数千の兵を率いさせて渡河させ、楊氏壁を守らせようとした。薛端とその一族は楊氏壁の中にいたが、東へ渡河するよう薛循義に強迫された。日暮れどき、渡河しようとしたところ、薛端とその一族は薛循義に叛いた。薛循義は騎兵を派遣して追撃してきたが、薛端は戦いながら石城柵に逃げ込んだ。石城柵の住民たちは薛端と協力して防戦した。乙干貴らは薛端をなだめたが、薛端に降る意志がないと知ると、河東へ帰還した。東魏はまた賀蘭懿や薛琰達らを派遣して楊氏壁を守らせようとした。薛端はその郎党を率いて村民たちを説得し、多くのからくりを設けて東魏軍に対処した。賀蘭懿らは大軍がいるものと見誤って、東に逃走し、船を争って数千人の溺死者を出した。薛端はその器械を収容すると、再び楊氏壁に帰還した。宇文泰は南汾州刺史の蘇景恕を派遣して楊氏壁に駐屯させた。宇文泰は薛端に信書を送って労をねぎらった。薛端が長安におもむくと、大丞相府戸曹参軍に任じられた。
537年、宇文泰の下で竇泰を討ち、弘農を奪回し、沙苑の戦いに参戦して、いずれも功績を挙げた。冠軍将軍・中散大夫の位を加えられ、爵位は伯に進んだ。丞相東閤祭酒に転じ、本州大中正を加えられた。兵部郎中に転じて、文城県伯に改封され、使持節・平東将軍・吏部郎中を加えられた。
550年、李弼が別道元帥となって東魏を討つと、薛端はその長史となった。車騎大将軍・儀同三司の位を加えられた。尚書左丞に転じ、官吏登用の事務をつかさどった。吏部尚書に進み、宇文氏の姓を賜った。556年、六官が建てられると、軍司馬に任じられ、侍中・驃騎大将軍・開府儀同三司の位を加えられて、爵位は侯に進んだ。
557年、北周が建国されると、工部中大夫に任ぜられ、民部中大夫に転じ、爵位は公に進んだ。宇文護が孝閔帝を廃位しようと図ると、薛端は異論を唱えて、宇文護の不興を買い、蔡州刺史に左遷された。さらに基州刺史に転じた。基州に到着して、しばらくして死去した。享年は43。本官に加えて大将軍の位を追贈され、文城郡公に追封された。諡は質といった。
子の薛冑は、帥都督を初任として、上儀同・司金中大夫・徐州総管府長史・合州刺史を歴任した。北周の末年に、開府儀同大将軍に上った。

## 伝記資料
- 『周書』巻35 列伝第27
- 『北史』巻36 列伝第24